# تجارت منصفانه

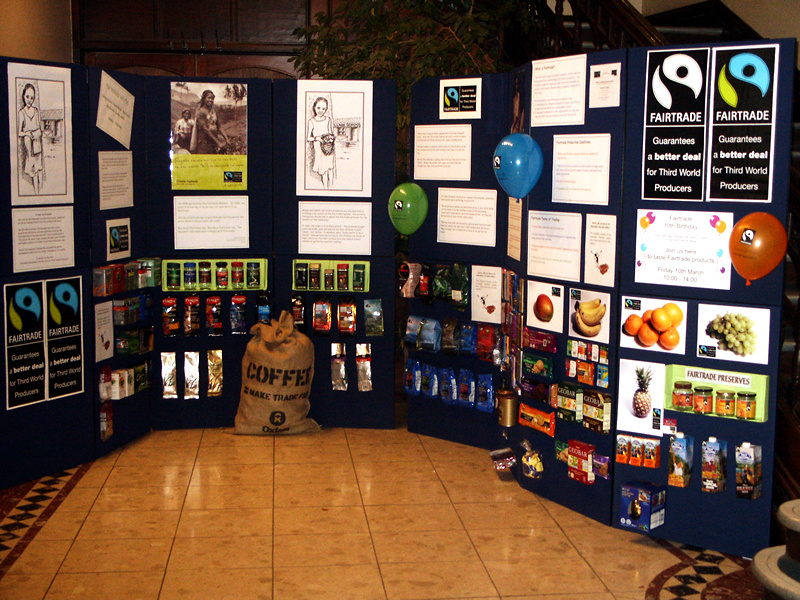
تجارت منصفانه

تجارت منصفانه یک انجمن سازمان‌یافته با رویکردی بازار محور است که هدف آن، کمک به تولیدکنندگان کشورهای کمتر توسعه یافته است تا شرایط دادوستد بهتر و عادلانه‌تری را برای آن‌ها فراهم کند و موجب گسترش پایایی (sustainability) شود.
وقتی برچسب تجارت منصفانه بر روی کالایی می‌خورد، این برای خریدار بدان معناست که تولیدکنندگان محصول مورد نظر تحت استثمار قرار نگرفته‌اند.
این جنبش‌ها در پی فرایندهای جهانی سازی اقتصاد به‌وجود آمدند که طی آن سرمایه‌داران کشورهای توسعه‌یافته با انتقال سرمایهٔ خود به کشورهای جهان سوم و استثمار کارگران آن کشورها، شرایط حقوق کارگران در کشور خود را دور می‌زنند، و به‌این طریق می‌توانند محصولات ارزان‌تر تولید کنند.
در حالی‌که تولید کنندگانی که به این‌کار دست نمی‌زنند، دیگر نمی‌توانند با استثمار کنندگان رقابت کنند.